# Cheumatopsyche roscida
Cheumatopsyche roscida är en nattsländeart som först beskrevs av Navás 1934.  Cheumatopsyche roscida ingår i släktet Cheumatopsyche och familjen ryssjenattsländor. Inga underarter finns listade i Catalogue of Life.